# Katedra św. Szymona i Judy Tadeusza w Phoenix
Katedra św. Szymona i Judy Tadeusza w Phoenix – katedra diecezji Phoenix oraz siedziba biskupa tejże diecezji. 
Zbudowana w stylu modernistycznym, pierwotnie jako kościół parafialny. Podniesiona do rangi katedry w 1969 roku wraz z powołaniem do istnienia diecezji Phoenix przez papieża bł. Pawła VI. 
W 1987 roku świątynię nawiedził papież św. Jan Paweł II, natomiast w 1989 w katedrze modliła się laureatka pokojowej Nagrody Nobla bł. Matka Teresa z Kalkuty.